# Tomás Hernández Burillo
Tomás Hernández Burillo, conegut com a Moreno, (Saragossa, 19 de març de 1930 - 2 de gener de 1982) va ser un futbolista aragonès dels anys 50. Va ser dos cops internacional amb la selecció espanyola.

## Trajectòria
Va jugar als clubs Iturralde, Salduba, Amistad, Celta i Atlético Zaragoza, fins que ingressà a l'Osca la temporada 1950-51. Fou famós per formar part d'un dels millors equips de la història del FC Barcelona: el Barça de les Cinc Copes, compartint davantera al costat de Basora, César, Kubala i Manchón.
Malgrat la seva gran qualitat, només va ser dues vegades internacional amb la selecció espanyola, ambdues el mes de juliol del 1953, enfront de l'Argentina i Xile.